# Thánh Linh

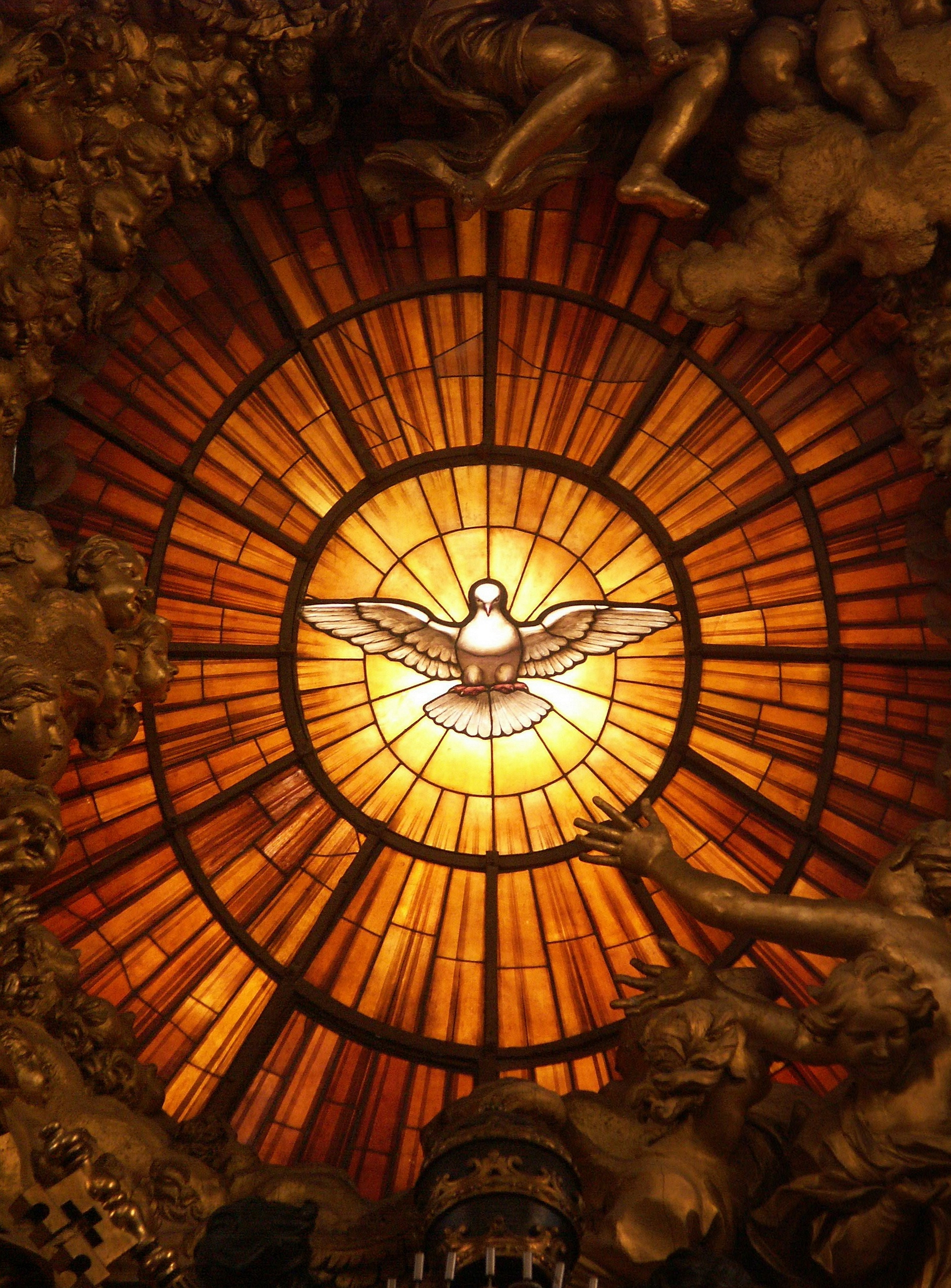
Mô tả Chúa Thánh Linh theo Kitô giáo dưới hình bồ câu, bởi Gian Lorenzo Bernini, tại mái vòm Vương cung thánh đường Thánh Phêrô.

Thánh Linh (tiếng Anh: Holy Spirit) là một thuật ngữ xuất hiện trong các bản dịch Kinh Thánh sang tiếng Việt (và tiếng Anh), nhưng được các tôn giáo khởi nguồn từ Abraham hiểu theo các cách khác nhau.